# Marc Eemans
 (janvier 2012).
Marc Eemans (Termonde 16 janvier 1907 - Bruxelles 28 juillet 1998) est un peintre, poète, artiste visuel belge.

## Biographie
Peintre belge, poète et critique d'art, précoce pionnier de l'abstraction constructiviste avant de s'intéresser au surréalisme vers 1925,  période durant laquelle il exposera en compagnie de René Magritte et de Salvador Dalí. Il est par ailleurs le premier compagnon d'Irène Hamoir grâce auquel elle rencontrera les futurs surréalistes bruxellois. Il s'éloigne du courant surréaliste dans les années 30 (comme beaucoup)[réf. nécessaire], préférant un certain mysticisme symbolique à la dérision dadaïste articulant cette mouvance.
Ses positions littéraires et ses fréquentations durant la seconde guerre mondiale ont par la suite longtemps porté ombrage sur son œuvre. Il fera l'objet d'un tract virulent de Marcel Mariën Autant en rapporte le vent, édité en 1973, pour avoir attaqué l'auteur en justice qui rappelle, dans son Avertissement du livre Manifestes et autres écrits de René Magritte le passé de Marc Eemans. Eemans perdra le procès en 1975. Pour avoir rappelé son passé de collaborateur des nazis, notamment comme critique d'art pour le journal de Léon Degrelle Le Pays réel il est, en 1973, traîné en justice par Marc Eemans mais, défendu par Tom Gutt, gagnera le procès en 1975. Cette action l'incitera à éditer en 1973 un long tract intitulé Autant en rapporte le vent dans lequel il apporte une justification argumentée de son rappel du passé collaborationniste de Marc Eemans.
Dernier surréaliste de la première époque, il décède en 1998 avec le succès d'estime d'une intelligentsia restreinte tandis que le marché de l'art n'ose l'apprécier à sa juste valeur avant de devoir s'y résoudre vu l'originalité, la force symbolique et l'intégrité de son œuvre.[réf. nécessaire]